# Kahreman Ylli
Kahreman Ylli (nevének ejtése kaːɾɛman yɫi; Leshnja, 1917. április 22. – Durrës, 1975. szeptember 3.) albán kommunista politikus, diplomata, pedagógus, 1948-tól 1952-ig Albánia oktatásügyi minisztere.

## Életútja
A dél-albániai Skrapar-vidéken született, az érettségit 1935-ben tette le az elbasani Shkolla Normale tanítóképző középiskolában. 1935–1936-ban szűkebb pátriájában volt tanító, majd 1936 és 1938 között Franciaországban, az École Normale Supérieure de Lyon tanárképző főiskolán képezte tovább magát. Franciaországi tartózkodása során közelebbi kapcsolatba került a kommunista mozgalommal, 1937-től tagja volt a Francia Kommunista Pártnak. Hazatérését követően 1938–1939-ben Peshkopiában volt iskolaigazgató, 1939-től 1941-ig Elbasanban oktatott, majd 1941–1942-ben Korçában és Gostivarban ismét iskolaigazgató lehetett. 1942-től 1943-ig Beratban dolgozott tanfelügyelőként.
Ylli az Albán Kommunista Pártba már 1941-es megalakulásakor belépett, a korçai pártszervezet tagja lett. 1943 márciusában kommunistagyanús elemként az országot megszálló olasz hatóságok letartóztatták, de bizonyítékok hiányában szabadon eresztették. Ugyanabban a hónapban beválasztották a kommunista párt megalakuló központi bizottságának tagjai közé, ezt követően 1944-ig a 14. partizánbrigád helyettes politikai biztosaként, majd politikai biztosaként vett részt a megszállók elleni fegyveres küzdelemben.
A második világháborút követően, 1944-től 1946-ig előbb az oktatásügyi minisztérium, majd a miniszterelnökség személyzeti osztályát vezette. 1946-ban a Népi Gyűlés képviselőjévé választották, három évtizeden át, haláláig vett részt a nemzetgyűlési munkában. 1946-tól 1949-ig Albánia párizsi teljhatalmú megbízottja volt. Hazatérését követően bizalmat kapott a kormányzati munkára, 1948. november 23-ától Enver Hoxha négy egymást követő kormányában látta el az oktatásügyi miniszteri tisztséget.
1952-ben egy híresztelés kapott lábra, mely szerint Ylli neve a Fashizmi (’Fasizmus’) című tiranai lap 1939. november 26-ai számában az Albán Fasiszta Pártba belépettek névsorában szerepelt. Ylli ugyan hevesen tagadta a vádakat, de 1952. április 9-én az oktatásügyi minisztérium éléről leváltották, egyúttal a központi bizottságból is kizárták. A hivatalos indoklás szerint feladatára alkalmatlan volt, emellett a múltját illetően „nem volt őszinte” a párttal. Ylli ezt követően 1961-ig az egymást követő oktatásügyi miniszterek, Bedri Spahiu, Ramiz Alia és Manush Myftiu munkáját segítette miniszterhelyettesként, 1961-től 1970-ig pedig a Tiranai Egyetem rektori feladatait látta el. 1970-ben visszakerült a politika közelébe, haláláig a párt központi bizottságának adminisztratív titkárságán dolgozott.
1975. szeptember elején a durrësi tengerparton halt meg ötvennyolc éves korában. A hivatalos hírek szerint vízbe fulladt, a rendőrségi vizsgálat balesetként zárta le halálának körülményeit. A kortársak közül azonban többen kételkedtek abban, hogy az egyébként úszni nem tudó Ylli egyedül nekivágott volna a tengernek.